# Isigonia camacan
Isigonia camacan är en spindelart som beskrevs av Antonio D. Brescovit 1991. Isigonia camacan ingår i släktet Isigonia och familjen spökspindlar. Inga underarter finns listade i Catalogue of Life.